# 教堂山 (特拉華州)
教堂山（英語：Church Hill）是位於美國特拉華州紐卡斯爾縣的一個非建制地區。該地的面積和人口皆未知。

## 地理
教堂山的座標為39°46′20″N 75°40′24″W / 39.77222°N 75.67333°W，而該地的平均海拔高度為99米（即325英尺）。